# Педосфера
Педосфера е най-външният слой на Земята, който е съставен от почви и е обект на почвообразувателни процеси. Съставена е от натрошени скали, мъртви организми, вода и въздух.
Механичният състав на почвата зависи от формата на почвените частици. Ако са по-едри, плътността и е по-малка и тя е по-рохка. Ако са по-дребни, почвата е по-плътна. По механичен състав почвите се делят на глинести и песъкливи.
Педосферата е разположена на границата на съприкосновение и взаимодействие на плантарните обвивки – атмосфера, литосфера, хидросфера и биосфера, там където плътността на живите вещества достигат до максимални стойности.
Педосферата е най-тънката – 1,5 до 2 м и млада – 350 – 500 млн. години геосфера.
Почвената покривка – полупроницаема земна обвивка – геомембрана на планетата (аналогично на биомембрана) е способна избирателно да отразява, поглъща или пропуска и трансформира енергетичните и веществени потоци между вътрешните и външните обвивки на Земята. Тя е регулатор на взаимодействията между литосферата, атмосферата и хидросферата в пределите на биосферата.
Педосферата притежава незаменими глобални регулиращи функции (регулира и контролира параметри, оптимални от гледна точка условията за жизнена дейност, в това число и на човека): атмосферни, хидросферни, литосферни, антропосферни.
Глобални функции на почвената покривка:
```
1. 
Литосферни
```

```
 – 
Биохимическо
 преобразуване на външните 
слоеве
 на 
литосферата
```

```
2.
Хидросферни
```

```
 – Преобразуване на повърхностните води в подпочвени
```

```
 – Участие във формирането на речния отток
```

```
 – Фактор в биопродуктивността на водоемите
```

```
3. Атмосферни
```

```
 – Поглъщане и отразяване на 
слънчевата
 
радиация
```

```
 – Регулиране на 
газовия
 
режим
 на 
атмосферата
```

```
 – Участва във формирането и регулирането на влагооборота в атмосферата
```

```
 – Източник на твърди 
вещества
 и 
микроорганизми
 постъпващи в 
атмосферата
```

```
4. Биосферни
```

```
 – Свързващо 
звено
 на 
биологичния
 и 
геологичния
 
кръговрат
.
```

Компонентите на природната среда под въздействието и с участието на които се формира почвата се наричат фактори на почвообразуването. Към факторите на почвообразуването могат да се отнесат:
```
 – 
Климат
```

```
 – Живи 
организми
```

```
 – 
Релеф
```

```
 – Стопанска дейност на човека
```

```
 – 
Време
```

В съвременната епоха стопанската дейност на човека представлява съизмерим или дори превъзхождащ по сила на въздействие фактор спрямо другите фактори на почвообразуването. Това води до деградация на почвената покривка, разрушение на средата на обитание на живите организми и загуба на плодородие.